# 'Allelujah! Don't Bend! Ascend!
'Allelujah! Don't Bend! Ascend! è il quarto album in studio del gruppo musicale post-rock canadese Godspeed You! Black Emperor, pubblicato nel 2012. Dopo essersi riuniti nel 2010, la band ha affrontato un tour e ha pubblicato senza pubblicizzarlo l'album ad un concerto a Boston il primo ottobre 2012, con date ufficiali di pubblicazione il 15 ottobre per l'Europa e il 16 per l'America.

## Tracce
L'edizione in vinile contiene due dischi: il primo in formato 12 pollici, che contiene le due tracce più lunghe, Mladic e We Drift Like Worried Fire, e l'altro in formato 7 pollici, contenente Their Helicopters' Sing e Strung Like Lights at Thee Printemps Erable. Mladic and We Drift Like Worried Fire sono l'evoluzione di due tracce, conosciute come Albanian e Gamelan, che erano state suonate in concerto già nel 2003.

### Edizione su CD
1. Mladic – 20:18
2. Their Helicopters' Sing – 6:45
3. We Drift Like Worried Fire – 20:30
4. Strung Like Lights at Thee Printemps Erable – 6:47

### Edizione su 12"
1. Mladic
2. We Drift Like Worried Fire

### Edizione su 7"
1. Their Helicopters' Sing
2. Strung Like Lights at Thee Printemps Erable

## Formazione
- Thierry Amar – basso, contrabbasso, tastiera
- David Bryant– chitarra, dulcimer, portasound, kemenche
- Bruce Cawdron – batteria, vibrafono, marimba, glockenspiel
- Aidan Girt – batteria
- Efrim Menuck – chitarra elettrica, ghironda
- Mike Moya – chitarra elettrica
- Mauro Pezzente - basso elettrico
- Sophie Trudeau - violino, Casio SK-1